# Symphodus rostratus
Symphodus rostratus es una especie de peces de la familia Labridae en el orden de los Perciformes.

## Morfología
- Los machos pueden llegar alcanzar los 13 cm de longitud total.[2]

## Distribución geográfica
Se encuentra en el Mediterráneo y al oeste del Mar Negro.